# Arabský plnokrevník
Arabský plnokrevník (krátce arab) je velmi staré plemeno koní. Pochází zřejmě ze starověké Persie, odkud se dostal na Arabský poloostrov, kde byl chován a využíván v nezměněné podobě do 7. století. Působí romantickým dojmem díky své kráse, oduševnělosti, inteligenci a přátelské povaze, ale je také uznávaný pro svoji houževnatost, osobitost a výdrž. Nejčastěji se vyskytuje jako bělouš, hnědák či ryzák. Vzácně se může vyskytovat i jako vraník. Na rozdíl od ostatních koní má arab 17 párů žeber, 5 bederních a 16 ocasních obratlů.

## Historie
Arabský plnokrevník je nejstarším, nejušlechtilejším čistokrevně chovaným plemenem koní na světě, což dokládají zprávy už z doby 3000 let před naším letopočtem. Jeho původ není jistě známý, ale pravděpodobně pochází ze severní Afriky. Do Evropy se arabové dostali poprvé v době muslimské invaze v 8. a 9. století. Pochází z Arabského poloostrova, resp. ze Severní Afriky a Blízkého východu – zejména z Egypta, kde byl po tisíciletí chován Beduíny bez přimísení cizí krve.
Přes důkazy o starším původu Arabové šíří legendy že arabský plnokrevník je potomkem pěti Mohamedových klisen. Prorok Mohamed prý nechal své koně žíznit po celých 30 dní a potom je vzal k napajedlu. Když na ně zavolal, aby se vrátili, vrátilo se pouze 5 klisen a tak s nimi Prorok Mohamed založil světoznámý chov. Legenda je zjevně nepravdivá.
O Arabských plnokrevnících se můžete dočíst také v koránu:
...A bůh vzal do dlaně jižní vítr, foukl do něj a stvořil koně. A když bůh stvořil koně, řekl tomu úžasnému stvoření: „Stvořil jsem vás jako žádné jiné. Ve vašich očích jsou skryty všechny poklady světa. Budete vozit na zádech mé přátele a vaše sedlo bude sedlem pro ty, kteří se ke mně modlí. Budete létat bez křídel a bojovat bez meče.“

## Vzhled
Arab je menší, dobře osvalený kůň s jemnou kostrou. Krátká, jemně utvářená hlava má prohnutý (štičí) profil, mezi očima je lehce vyklenutá. Uši jsou pohyblivé, úhledné, lehce zahrocené, oči velké, jasné, s inteligentním výrazem, malé hříbě se širokými nozdrami je pokryto sametově jemnou srstí. Srst, hříva a ohon jsou hedvábně jemné. Plece mohou být poněkud strmé, ale přiměřené ke krátkému hřbetu a hlubokému a širokému hrudníku. Mimořádnou pohyblivost hlavy zaručuje mitbach, zvláštní úhel, pod kterým je hlava připojená k hrdlu. Krk je dlouhý, elegantně prohnutý, kohoutek spíše plochý. Na rozdíl od ostatních plemen má arab jen 17 párů žeber, 5 bederních a 16 ocasních obratlů ( ostatní plemena 18-6-18), proto má krátký hřbet, plochý kříž a vysoko nesený ocas. Štíhlé, dlouhé, suché nohy mají bezvadné klouby, jasně patrné šlachy, šikmé spěnky a tvrdá, pěkně utvářená kopyta. Zadní nohy bývaly u arabů slabší, ale moderní typy je mívají obvykle dokonalé. Výška v kohoutku 144,2 až 152,5. Však nejobdivovanější je hlava.

## Typy
Rozlišují se podle klisen Muhamadových na tyto typy:
- Koheilan: považován za nejušlechtilejší typ, převládají hnědáci - nejpočetnější skupina
- Saglavi: vyniká krásou a elegancí, převládají bělouši
- Muniqui: vyniká v rychlosti a vytrvalosti, nejrychleji dospívá, převládají ryzáci
- Hamdani: nejmohutnější, klidní, mírní, vytrvalí
- Hadban: mohutnější, rychlí

Dnes už se tyto typy špatně rozlišují, protože často docházelo k jejich míšení.

## Charakteristika
Arabská krev je hlavní a dominantní složkou krve anglického plnokrevníka a měla rozhodující vliv i při zvyšování kvality bezpočtu dalších plemen. Odolnost, vytrvalost arabů spojená s výbornou povahou, ohnivým temperamentem a vynikajícími chody je stále úctyhodnou kombinací. Mezinárodní chov Arabů, rozšířený po celém světě, kontroluje a registruje Arab Breed Society.
Často je používán ke šlechtění a zušlechťování jiných plemen, je také dobrým jezdeckým a dostihovým koněm. Křížením tohoto plemena s Berberem vznikl např. Anglický plnokrevník a mnoho dalších plemen.
Arabský plnokrevník se dokáže přizpůsobit jakémukoli životnímu prostředí a klimatu a dovede přežít i na velice chudé stravě, mnozí jedinci jsou však značně nároční na čistotu vody. Je neuvěřitelně vytrvalý a s jistotou se dokáže pohybovat i po nerovném terénu. Je nadán neobyčejně pevným zdravím a vysokou inteligencí, což ho činí zcela výjimečným. Obvykle bývá mírný a přátelský, ale může být také vznětlivý až neurotický. Díky své ekonomické akci, která je přímá, volná a nízká, dokáže nést i značnou zátěž na velké vzdálenosti.

## Využití
Je možné s ním závodit, a ačkoli jeho akce není ideální pro drezuru nebo skákání přes vysoké překážky, je schopný zúčastnit se soutěží v jakémkoli odvětví jezdeckého sportu. Vynikající je zejména na dálkové ježdění nebo vytrvalostní závody. Arabové se často také předvádějí na nejrůznějších přehlídkách, jak pod sedlem, tak z ruky. Nicméně jeho hlavním použitím je obvykle křížení s jinými plemeny. Jedním z výsledků křížení je Angloarab (a jeho různé typy), uznaný za samostatné plemeno.

## Chovatelská dokumentace
Byla ustavena celosvětová organizace WAHO (World Arabian Horse Organisation), která vede chovatelskou dokumentaci, dnes již s pomocí výpočetní techniky. Je v ní registrováno 300 000 plnokrevných a polokrevných arabských koní.